# Alexandre Jean-Baptiste Brun
Alexandre Jean-Baptiste Brun (Marsella, 3 de noviembre de 1853-Marsella, 5 de noviembre de 1941) fue un pintor francés, alumno de Alexandre Cabanel, Carolus-Duran y Félix Bracquemond. Conocido por sus cuadros de temática marina y su colección de orquídeas en acuarela mediante la técnica del lavis. 

## Biografía
Alexandre Jean-Baptiste Brun nació el 3 de noviembre de 1853 en Marsella (Francia). Estudió pintura en la Escuela de Bellas Artes de París con maestros como Alexandre Cabanel, Carolus-Duran y Félix Bracquemond y trabajó al lado de Adolphe Monticelli, Louis Tinayre y Henri Pinta.
Tras un primer matrimonio, del que enviudó rápidamente, se casó en segundas nupcias con Lucile Dutheil el 4 de mayo de 1886 en el distrito 14 de París. Tuvieron tres hijas y un hijo. 
Pintor marinista, realizó numerosas ilustraciones para enciclopedias, así como para las obras sobre el mar de las ediciones Larousse. 
Gran aficionado a la náutica, acompañó al príncipe Alberto I de Mónaco en algunas de sus expediciones oceanográficas. Este le pidió que colaborase en la realización de los frescos del Gran Anfiteatro del Instituto Oceanográfico de París del que financió la construcción.
Alexandre Brun recibió, asimismo, encargos de la baronesa Nathaniel de Rothschild, de los barones Arhur y Edmond de Rothschild, y de amigos como Louis Libreck para el que realizó la que es, quizás, su obra más conocida : una serie de acuarelas que inmortaliza la colección de orquídeas de su amigo. Pintor prolijo, pintó numerosos retratos familiares, paisajes (el Sena, las costas de Normandía, el puerto marsellés « La Joliette » y las calas de Marsella) y naturalezas muertas. 
Societario desde 1877 del Salón de los artistas franceses, les envió sus obras casi anualmente hasta 1934.
En Londres, expuso en la Real Academia de Artes en 1881 y 1882, y en la Exposición universal en 1889 donde recibió la medalla de bronce, sección marina, antes de interrumpir su carrera para realizar varios viajes por regiones de Francia y Argelia. En 1914 y con motivo de la guerra, volvió a interrumpir su actividad profesional que retomó al final de la misma y hasta 1934 cuando se retiró a su casa « L’Ouragan » (El huracán) en Malmousque exponiendo solamente en la galería Jouvène de Marsella. 
Falleció el 5 de noviembre de 1941 en Marsella.

## Obra y temas
Pintor, grabador y cartelista, sus principales obras fueron las marinas.

« Desde muy temprano, muestra una técnica particular, ya sea al pintar el mar Mediterráneo u otros mares más oscuros: toques toscos de pintura para piedras y guijarros o para representar las hojas esparcidas en el sendero, pinceladas densas y con volumen para chorros de espuma y pinceladas cortas para formar olas, que se superponen o se apresuran, intensa luminosidad de las playas »(Pierre Murat, Ils ont peint Marseille n°244)

Realiza numerosos carteles para empresas navieras como Chargeurs Réunis, Messageries Maritimes y Société Générale des Transports Maritimes à vapeur, prestando especial atención a la intensa actividad de los muelles de Rive Neuve de Marsella.

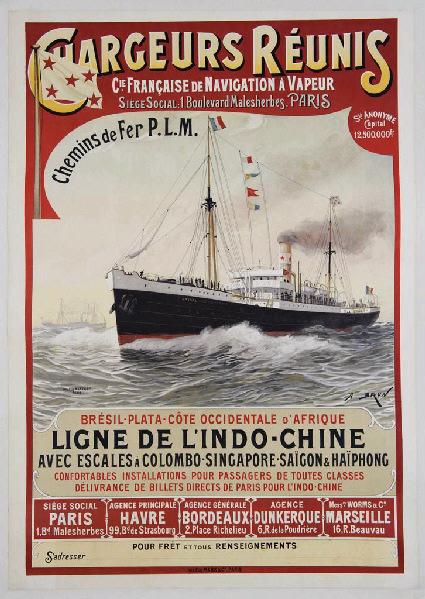
Cartel de la compañía de navegación Chargeurs Réunis. Ligne de l'Indochine. Museo de Aquitania«

También participa en la realización de decorados para la Ópera de París. 

### Las marinas

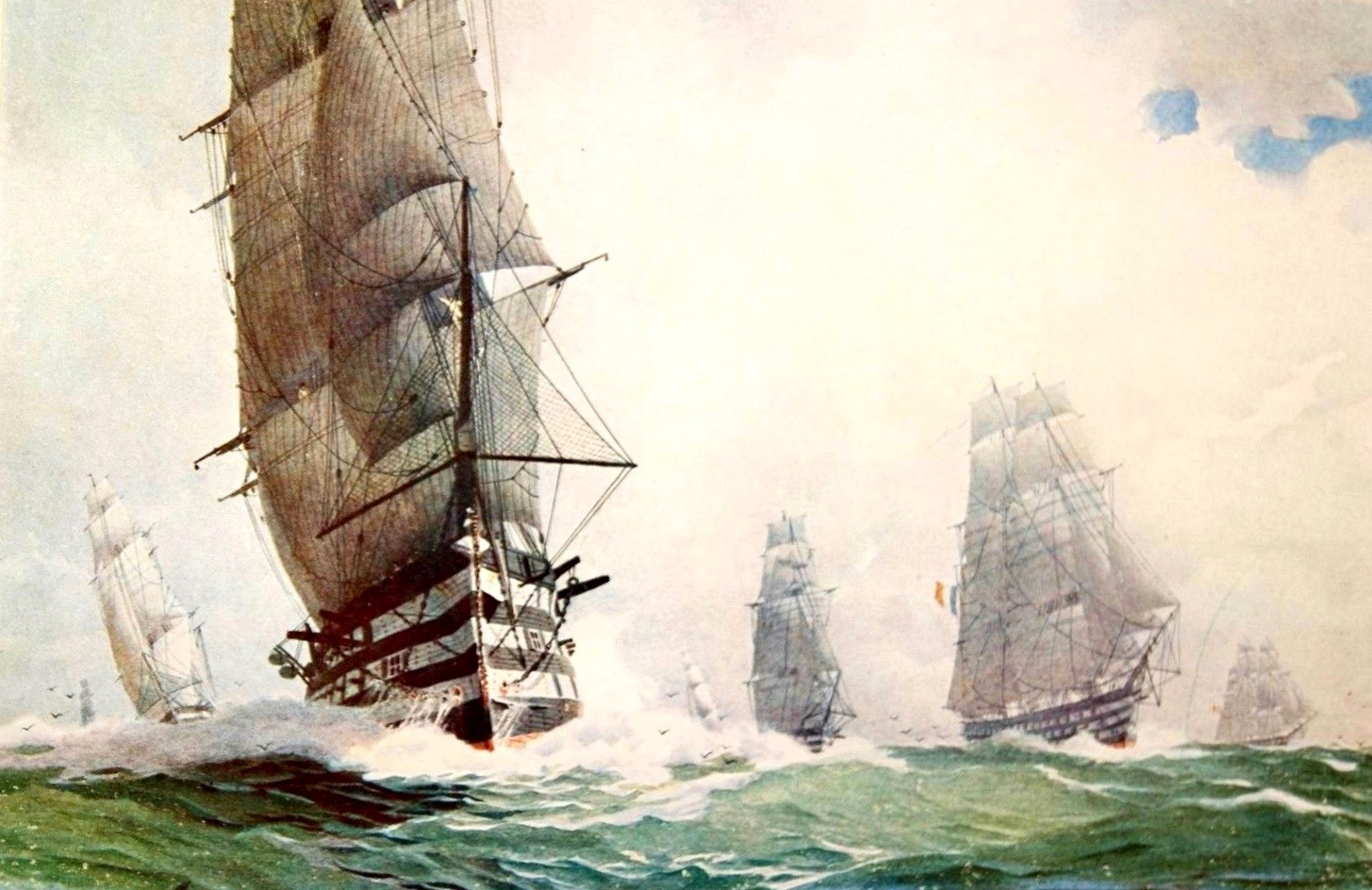
Escadre de Vaisseaux à trois points (Escuadrón de navíos de tres puentes)

Alexandre Brun pintó numerosas marinas (óleo sobre madera, óleo sobre tela, acuarelas) que representaban la vida en el mar, escenas de la vida cotidiana (Le départ du marin, 1885, Après un naufrage, 1888), escenas de pesca o de baño (Le bain de mer, 1883), vistas de puertos o de barcos (sobre todo de tres palos y tartanas). También pintó acontecimientos históricos importantes como La prise de Sfax, 1882 (La toma de Sfax), Le Président Carnot s'embarquant à bord du Formidable, 18904 (El presidente Carnot embarcando en el Formidable), y acuarelas de navíos históricos (Le Soleil Royal, le Royal Louis) así como litografías de buques militares (Le Marengo, l’Océan, le Suffren y l’Epervier).
En el año 2002, gran parte de estas pinturas fueron donadas al Museo de la Marina de París que, tras una larga y minuciosa campaña de restauración, las estudió, clasificó, inventarió, restauró y clasificó. Actualmente, se conservan en la reserva del Museo de la Marina de París, a la espera de ser trasladadas al nuevo Centro de Conservación de Dugny a finales de 2016. 

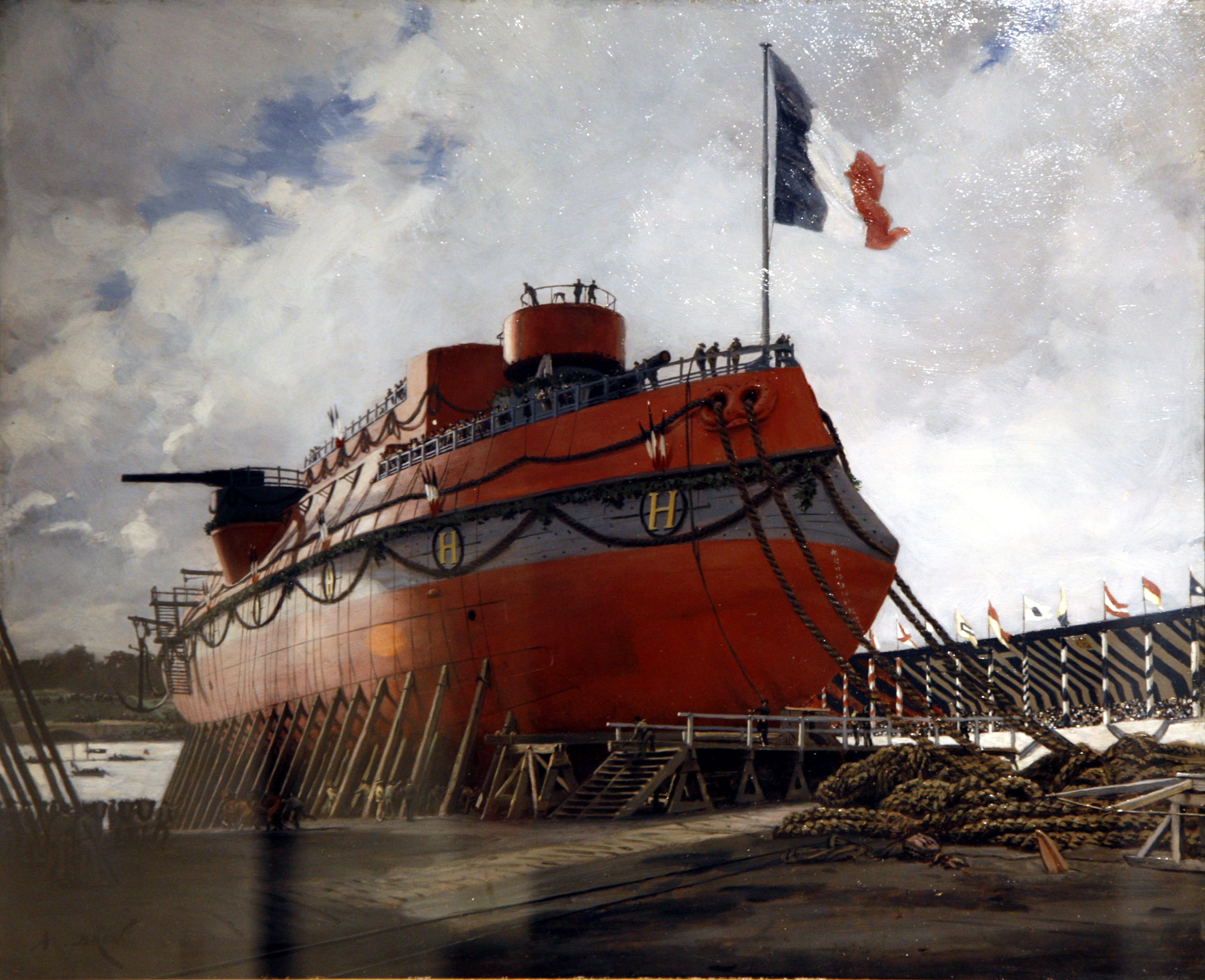
Lancement du Hoche (Botadura del acorazado Hoche)

Algunas de sus pinturas fueron expuestas de forma puntual: Souvenirs de rivages en 2003 y Dix années d’acquisitions en 2009. Dos de sus cuadros fueron publicados en la obra Escales au musée de la Marine publicada por la editorial francesa Gallimard a principios de 2016. 
Este fondo especialmente representativo de la obra de Alexandre Brun debería formar parte de una publicación analítica y de una exposición virtual en la página web del museo. 
La Cámara de Comercio e Industria de Marsella también conserva algunas de sus obras, en concreto dos óleos de juventud ( 1874 y 1878), una litografía sobre el acorazado Suffren, un cuadro usando la técnica del lavis que representa el Puerto Viejo de Marsella durante las fiestas del 2500 aniversario de la ciudad y algunos carteles.

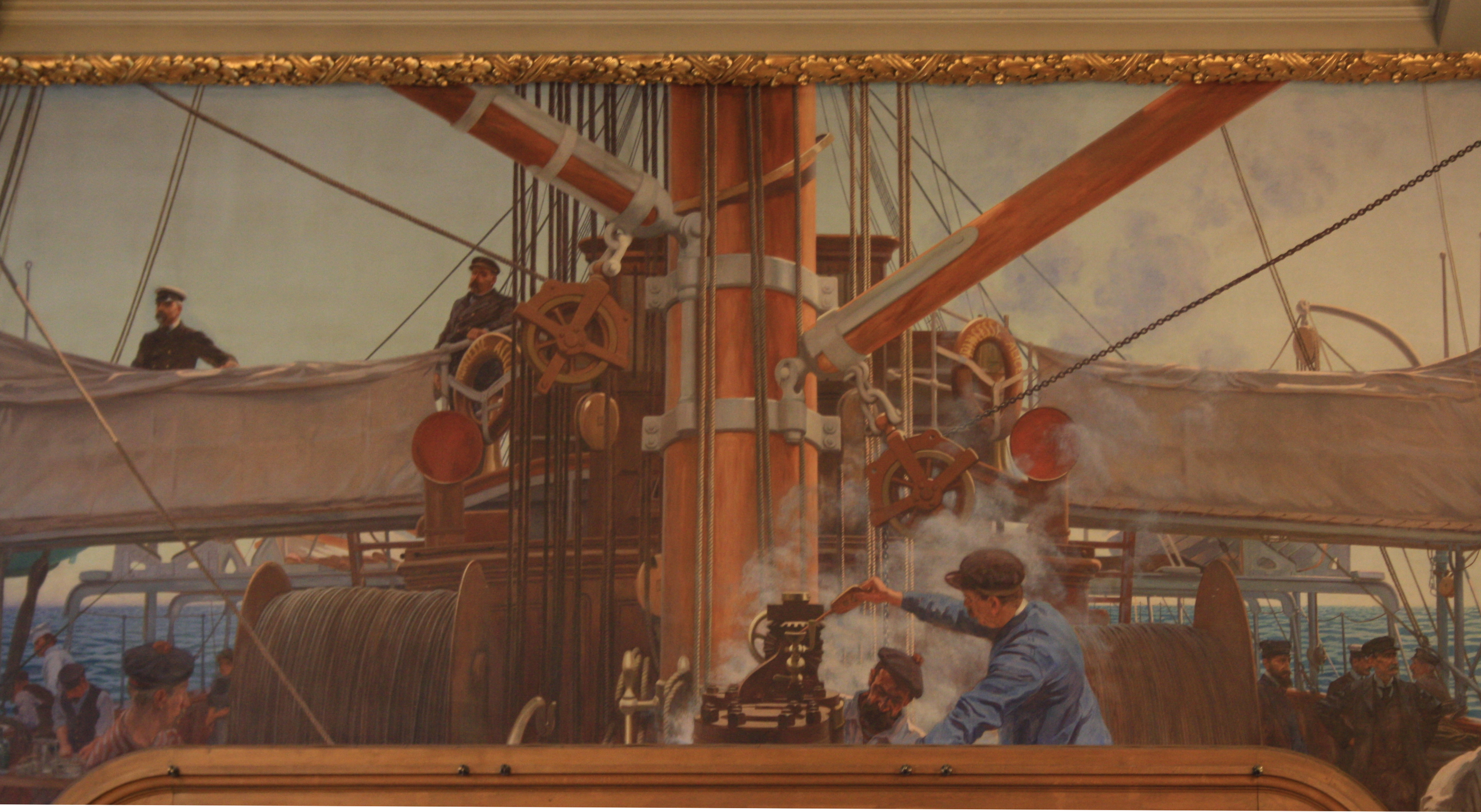
Instituto Oceanográfico de París, fresco del Gran Anfiteatro.

Junto al pintor Louis Tinayre, realizó los cuatro frescos del Gran Anfiteatro del Instituto Oceanográfico de París. Louis Tinayre se encargó de los personajes, mientras que Alexandre Brun, en calidad de marinista reconocido, se consagró a la representación del mar, y al aparejo de las embarcaciones.
El fresco principal titulado Le pont de la Princesse Alice au cours d'une croisière (El puente de la princesa Alicia durante un crucero) rodea el gran ventanal que separa la sala grande de la pequeña. Esta vasta composición muestra las actividades típicas de una expedición marina tal como las organizaba el príncipe Alberto I de Mónaco, mecenas del Instituto, a principios del siglo XX.

### Las orquídeas

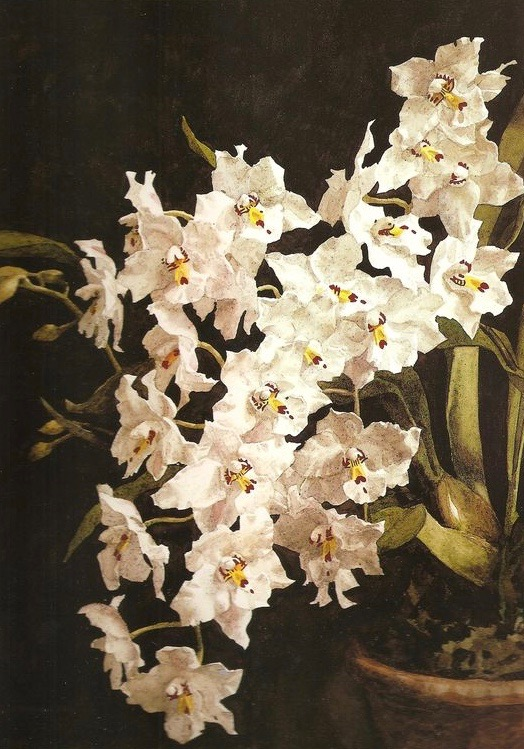
Orchidée (Orquídea), Alexandre Brun.

Alexandre Brun también es conocido por su colección de orquídeas realizadas por encargo de Louis Libreck, amigo coleccionista parisino apasionado y acaudalado. 
De 1892 a 1894, realiza un riguroso trabajo de documentación para, de ese modo, inmortalizar las especies más hermosas de la colección, representando fielmente sobre lavis oscuro hasta los más pequeños detalles de un centenar de estas flores exóticas raras. 
Esta colección, compuesta de un centenar de acuarelas, estuvo olvidada casi durante un siglo en una caja fuerte de un banco inglés y fue expuesta por primera vez en 1950. En 1981 se expuso por segunda vez y recibió la medalla de oro de la Real Sociedad de Horticultura inglesa.
Esta colección ha sido inmortalizada en el libro Inoubliables Orchidées - Alexandre Brun (Inolvidables Orquídeas – Alexandre Brun) de Philip Cribb, conservador adjunto del herbario de los Reales Jardines Botánicos de Kew (Reino Unido), miembro del Comité de la Real Sociedad de Horticultura inglesa y autor de varias obras sobre orquídeas.

### Escenas

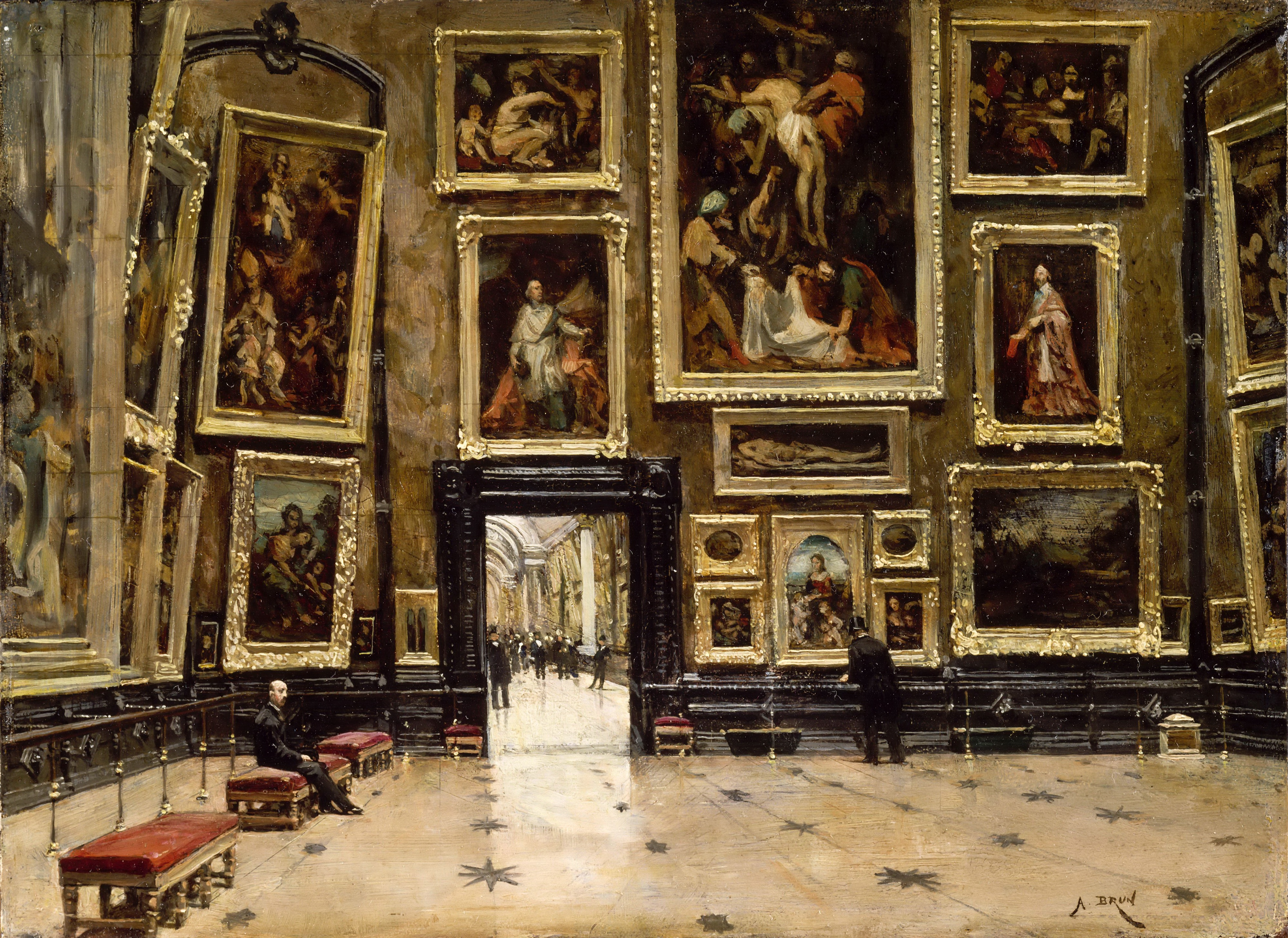
Vue du Salon Carré (Panorámica del Salón Cuadrado) en el Museo del Louvre de París.

Una de sus obras más conocidas se encuentra en el Museo del Louvre de París (Francia). Se trata de la Vue du Salon Carré (Panorámica del Salón Cuadrado) en la que el artista representó la pared oeste en la que se abre una puerta que da a la Gran Galería y que se encuentra recubierta de cuadros pertenecientes a distintas escuelas10. De 1848 y hasta la Primera Guerra Mundial, el Salón Carré sirvió para exponer todas las obras de arte del Louvre.
Esta pintura al óleo sobre madera de pequeño formato (32 cm de largo por 24 de alto) ofrece una imagen fidedigna y minuciosa del Salón Cuadrado en el siglo XIX. En ella se reconocen los conocidos lienzos del Veronese, Rubens, Leonardo da Vinci, Rafael y Poussin, entre otros. 
Alexandre Brun también pintó naturalezas muertas, paisajes terrestres y retratos. 

### Ilustraciones

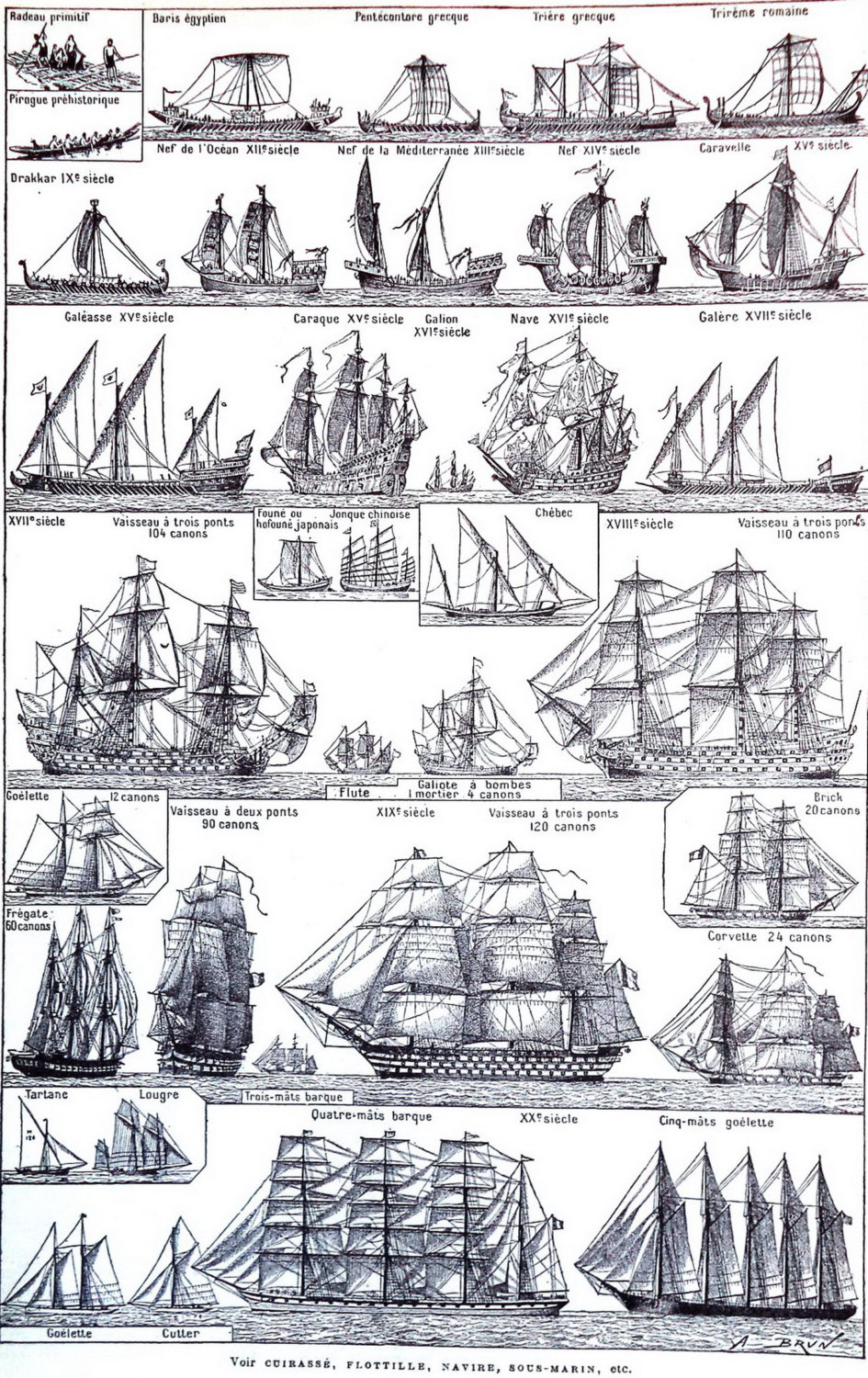
Alexandre Brun. Grabado del diccionario Petit Larousse illustré, 1933.

Ilustrador de libros, diccionarios y enciclopedias, colaboró en las principales publicaciones de su época: l'Illustration (La ilustración), Monde illustré (Mundo ilustrado), Yacht (Yate), etc. Gracias a su vasto conocimiento sobre el mar, le fue confiada casi toda la parte náutica del Dictionnaire illustré (Diccionario ilustrado) y de las obras temáticas publicadas por Larousse: La Mer (El mar), La Mer dans la Nature (El mar en la naturaleza), La Mer et l'Homme (El mar y el hombre). Realizó numerosos diseños técnicos, planos de embarcaciones, carteles y grabados sobre el mar y la navegación.

## Anexos